# Municipio de Elk (Nebraska)
El municipio de Elk (en inglés: Elk Township) es un municipio ubicado en el condado de Saunders en el estado estadounidense de Nebraska. En el año 2010 tenía una población de 289 habitantes y una densidad poblacional de 3,12 personas por km².

## Geografía
El municipio de Elk se encuentra ubicado en las coordenadas 41°15′41″N 96°50′37″O / 41.26139, -96.84361. Según la Oficina del Censo de los Estados Unidos, el municipio tiene una superficie total de 92.72 km², de la cual 92,31 km² corresponden a tierra firme y (0,44 %) 0,41 km² es agua.

## Demografía
Según el censo de 2010, había 289 personas residiendo en el municipio de Elk. La densidad de población era de 3,12 hab./km². De los 289 habitantes, el municipio de Elk estaba compuesto por el 99,31 % blancos, el 0,69 % eran de otras razas. Del total de la población el 1,04 % eran hispanos o latinos de cualquier raza.